# Domaszewnica
Domaszewnica is een plaats in het Poolse district  Radzyński, woiwodschap Lublin. De plaats maakt deel uit van de gemeente Ulan-Majorat en telt 630 inwoners.